# Match des Étoiles de la Ligue majeure de baseball 1995
Le match des Étoiles de la Ligue majeure de baseball 1995 (1995 MLB All-Star Game) est la 66e édition de cette opposition entre les meilleurs joueurs de la Ligue américaine et de la Ligue nationale, les deux composantes de la MLB.
Le match s'est tenu le 11 juillet 1995 au The Ballpark in Arlington, antre des Rangers du Texas.

## Home Run Derby
| The Ballpark in Arlington, Arlington -- A.L. 40, N.L. 12 | The Ballpark in Arlington, Arlington -- A.L. 40, N.L. 12 | The Ballpark in Arlington, Arlington -- A.L. 40, N.L. 12 |
| Joueur                                                   | Équipe                                                   | Home Runs                                                |
| American League                                          | American League                                          | American League                                          |
| -------------------------------------------------------- | -------------------------------------------------------- | -------------------------------------------------------- |
| Frank Thomas                                             | Chicago                                                  | 15 *                                                     |
| Albert Belle                                             | Cleveland                                                | 16                                                       |
| Mo Vaughn                                                | Boston                                                   | 6                                                        |
| Manny Ramírez                                            | Cleveland                                                | 3                                                        |
| National League                                          |                                                          |                                                          |
| Ron Gant                                                 | Cincinnati                                               | 6                                                        |
| Sammy Sosa                                               | Chicago                                                  | 2                                                        |
| Reggie Sanders                                           | Cincinnati                                               | 2                                                        |
| Raúl Mondesí                                             | Los Angeles                                              | 2                                                        |

* Bat Albert Belle en finale